# Heterachthes quadrimaculatus
Heterachthes quadrimaculatus är en skalbaggsart som beskrevs av Samuel Stehman Haldeman 1847. Heterachthes quadrimaculatus ingår i släktet Heterachthes och familjen långhorningar. Inga underarter finns listade i Catalogue of Life.